# Moara, Suceava
Moara là một xã thuộc hạt Suceava, România. Dân số thời điểm năm 2002 là 4330 người.